# بال‌دیس

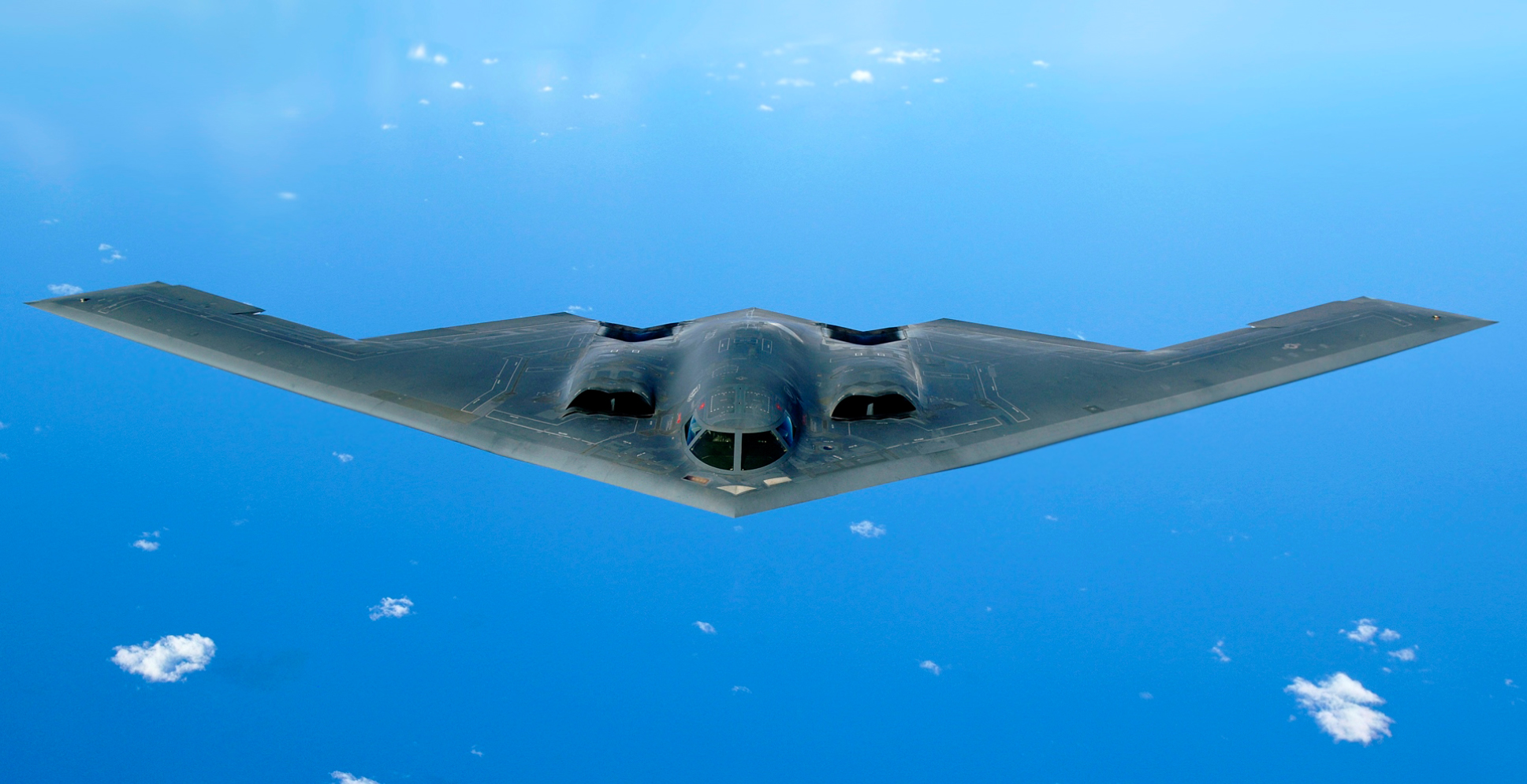
نورثروپ گرومن بی-۲ اسپیریت

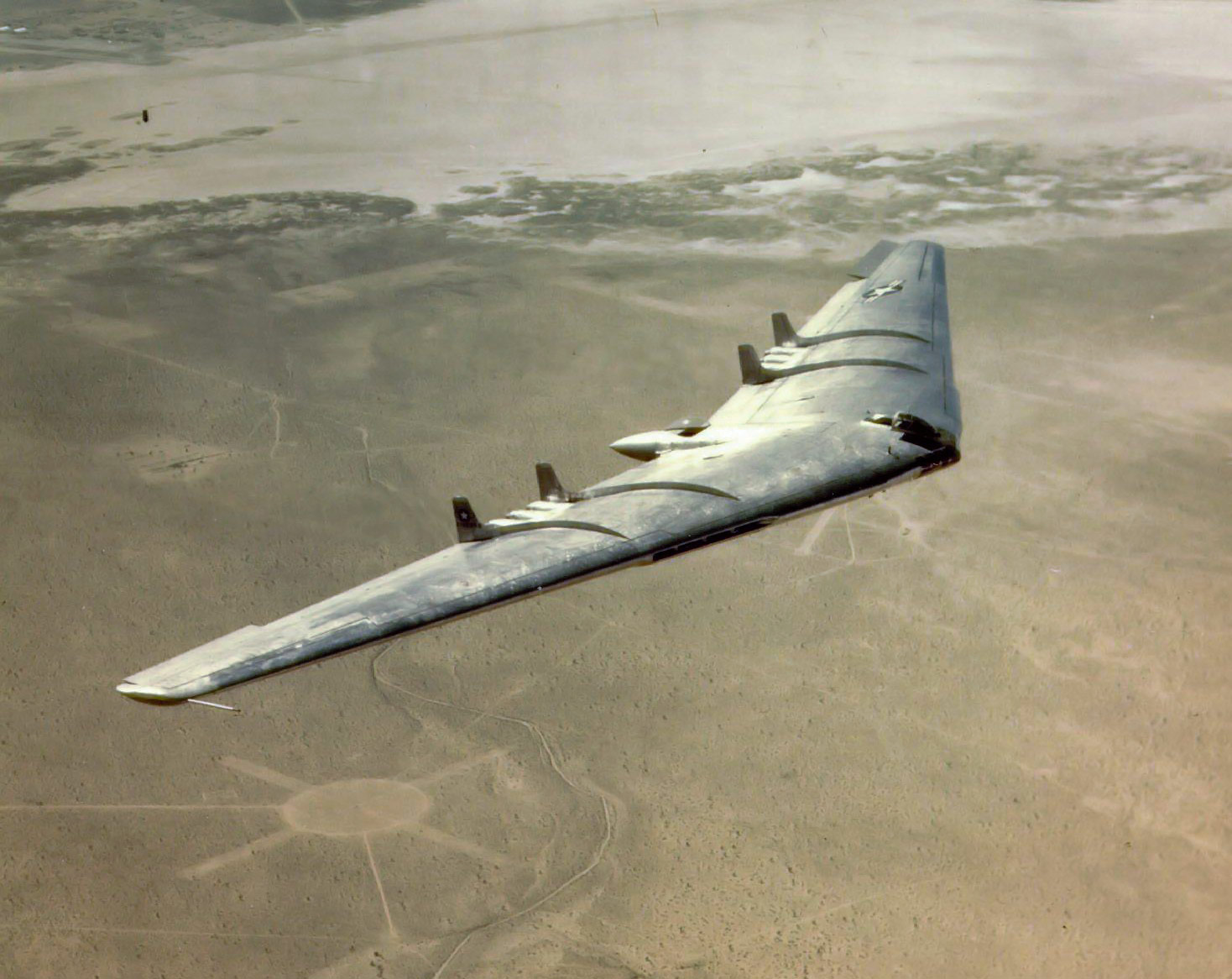
نورثروپ وای‌بی-۴۹

به هواگردی که بخش زیادی از پیکر آن بال است، بال‌دیس می‌گویند.
این هواگردهای بدون دم و سکان عمودی، معمولاً رادارگریز هستند و بیشتر محموله و تجهیزات آن‌ها درون بال‌هایشان قرار دارند. بال‌دیس‌ها معمولاً برجستگی‌های کوچکی دارند که نقش باله و شاسی و محفظه تجهیزات را ایفا می‌کنند.
اولین مدل از این نوع هواگردها، هورتن هو ۲۲۹ بود که توسط نازی‌ها در اواخر جنگ جهانی دوم طراحی و ساخته شد.

## مدل‌ها
- ارکیو170
- هورتن اچ‌او ۲۲۹
- نورثروپ وای‌بی-۳۵
- نورثروپ وای‌بی-۴۹
- نورثروپ گرومن بی-۲ اسپیریت